# Nikos Karuzos
Nikos Karuzos (en grec Νίκος Καρούζος, Nikos Karouzos) fou un poeta grec. Va néixer a Nàuplia el 1926 i va morir a Atenes el 1990. Va iniciar estudis de Dret i Ciències Polítiques, però no va acabar-los. Durant l'ocupació alemanya del seu país en la Campanya dels Balcans va prendre part en el moviment de resistència.
Va publicar els seus primers poemes l'any 1949. També va dedicar-se a la crítica literària i va escriure assajos sobre teatre i art. Considerat un dels grans poetes grecs del segle xx, li fou concedit dues vegades el Premi Estatal de Poesia, el 1972 i el 1988.
Alguns dels seus reculls poètics més importants són: Possibilitats i ús de la parla (1979), Oblit recordatori (1982), Lògica de gran format (1989).